# ニトロペンタアンミンコバルト(III)塩化物
ニトロペンタアンミンコバルト(III)塩化物（英: Nitropentaamminecobalt(III) chloride）は化学式が[Co(NH3)5(NO2)]Cl2で表される無機化合物である。黄褐色の固体で水に可溶である。

## 結合異性
錯体[Co(NH3)5(NO2)]2+と[Co(NH3)5(ONO)]2+は結合異性の例である。前者のように窒素原子が配位する場合をニトロ基、後者のように酸素原子が配位する場合をニトリト基と呼ぶ。この2つの異性体は紫外可視分光法によって区別することができる。ニトロ錯体の吸収極大はおよそ457.5、325、239 nmに位置するが、ニトリト錯体では486、330、220 nmに位置する。また、これら2つの異性体はIRスペクトルでも区別することができる。ニトロ錯体は1430 cm−1と825 cm−1に特有の吸収を持つが、ニトリト錯体は1460 cm−1と1065 cm−1に特有の吸収がある。

## 調製
クロロペンタアンミンコバルト(III)塩化物に亜硝酸イオンを加えることで調製される。
{\displaystyle {\ce {[Co(NH3)5Cl]^2+ + NO2- -> [Co(NH3)5(NO2)]^2+ + Cl-}}}
ニトリト錯体を熱するとニトロ錯体に異性化する。また、ニトロ錯体に紫外線を照射するとニトリト錯体に異性化する。